# 愛知県道42号西尾吉良線
愛知県道42号西尾吉良線（あいちけんどう42ごう にしおきらせん）は、愛知県西尾市の主要地方道である。

## 概要
出典

### 路線データ
- 起点：愛知県西尾市（中島橋東交差点：愛知県道292号幸田石井線交点）
- 終点：愛知県西尾市（吉田交差点：国道247号交点）
- 総距離：11.6km

## 沿革
- 1956年4月14日：認定

## 通過する自治体
- 愛知県
  - 西尾市

## 接続する道路
- 愛知県道292号幸田石井線（中島橋東交差点）
- 国道23号・愛知県道383号蒲郡碧南線（平坂街道）（駒場町交差点）
- 愛知県道310号花蔵寺花ノ木線（善明交差点）
- 愛知県道318号宮迫今川線（寺嶋交差点）
- 愛知県道317号西尾幡豆線（上横須賀、新木田交差点）
- 愛知県道41号西尾幸田線（六石目交差点）
- 愛知県道312号荻原巨海線（吉良町萩原地内）
- 愛知県道313号荻原一色線（吉良町役場前交差点）
- 国道247号（吉田交差点）

## 周辺
- 名鉄西尾線 上横須賀駅
- 名鉄西尾線 三河荻原駅
- 広田川
- 西尾市役所吉良支所（旧吉良町役場）